# Рождественский хлеб
Рождественский хлеб — огромный белый хлеб, символ семейного богатства, который приготавливают накануне праздника с большой торжественностью и обрядностью.

## У славян
Рождественский хлеб в форме каравая характерен для южных славян и в Карпатах. У восточных и западных славян более распространены пироги, печенья, лепёшки, булки. У всех славян Рождественский хлеб находился на столе в течение всех Святок либо до Нового года (Васильева дня) на белой скатерти в красном углу. Поляки верили, что в рождественскую ночь сам «пан Иисус» отламывает для себя кусочек праздничного хлеба, но утром этого не видно, так как хлеб «дорастает» до целого.

### В Галиции
В Галиции крачун едят с появлением звезды, хозяева и рабочие вместе за одним столом, а по окончании ужина хозяин делает в окно пистолетный выстрел. За крачуном хозяин ведёт с домашними переговоры, в которых высказывается пожелание хорошего урожая.

### На Балканах
Чесница (от *čęst- «счастье, удел») — рождественский хлеб и центральное блюдо праздничного стола сербов. С этого хлеба начинается рождественский обед. Праздничный хлеб украшают различными фигурками и узорами из теста, а также зелёными ветками. Чесница является символом плодородия и процветания. Для приготовления чесницы муку берут из первого или из последнего снопа жатвы, воду для замеса раньше приносили из родника или колодца до восхода Солнца. При этом, подходя к источнику, приветствовали его и бросали в воду мелкие монеты или зёрна. При приготовлении праздничного хлеба, в тесто кладут монетку или семя (жито, бобы, орехи), а во время трапезы смотрят, кому достанется кусочек такой чесницы — того, по народным поверьям, ждёт счастье в наступающем году.
У болгар аналогичный хлеб для гаданий называется кравай, у македонцев и болгар — погача, пита, у греков — basilopitta. На севере Греции на ритуальном хлебе земледельцы изображают плуг с быками, скотоводы — овец. Этим хлебом хозяева делятся с домашним скотом.

## В Западной Европе
В Германии на Рождество выпекают разные вида хлебов. Дрезденский кекс «Штоллен» (Stollen, Christstollen) символизирует запеленутого младенца Христа и готовят из тяжёлого дрожжевого теста задолго до праздников, чтобы кекс успел пропитаться и стать идеально вкусным. Немецкий рождественский хлеб (нем. Advent brot — «Хлеб Адвента», «Фруктовый хлеб») в отличие от Дрезденского кекса, не сладкий, и подают его с солёным сливочным маслом. В Норвегии готовят юлекаке — дрожжевой пирог или кекс, с кардамоном, цукатами, изюмом, и миндалём.
В Англии готовят рождественский пудинг. Впервые он упоминается в XVII веке. Тогда пудинг готовили в медных котлах за несколько недель до Рождества всей семьёй, и каждый член семьи загадывал желание.
В Италии самая популярная рождественская выпечка — кекс «Панеттоне». Считается, что традиция готовить его на Рождество возникла в XIII веке.